# Red Octopus
Red Octopus är ett musikalbum av Jefferson Starship släppt 1975. Albumet hamnade på Billboards första plats över mest sålda album när det släpptes. Det var till skillnad från Jefferson Airplanes skivor mer inriktad på ballader och mindre experimentellt, och det gjorde att skivan nådde ut till en bredare publik. Balladen "Miracles" blev den största hiten från albumet. 

## Låtlista
1. "Fast Buck Freddie" (Craig Chaquico/Grace Slick) - 3:28
2. "Miracles" (Marty Balin) - 6:51
3. "Git Fiddler" (Papa John Creach/Kevin Moore/John Parker) - 3:09
4. "Al Garimasu (There Is Love)" (Grace Slick) - 4:15
5. "Sweeter Than Honey" (Marty Balin/Craig Chaquico/Pete Sears) - 3:21
6. "Play on Love" (Pete Sears/Grace Slick) - 3:43
7. "Tumblin'" (Marty Balin/David Freiberg/Robert Hunter) - 3:26
8. "I Want to See Another World" (Marty Balin/Paul Kantner/Grace Slick) - 4:35
9. "Sandalphon" (Pete Sears) - 4:09
10. "There Will Be Love" (Marty Balin/Craig Chaquico/Paul Kantner) - 5:04 
Bonusspår på 2005 års utgåva
11. "Miracles" - 3:30 (singelversion)
12. "Band Introduction" - 1:15 (live)
13. "Fast Buck Freddie" - 3:35 (live)
14. "There Will Be Love" - 4:58 (live)
15. "You're Driving Me Crazy" - 6:45 (live)